# Drobnozakrętowość

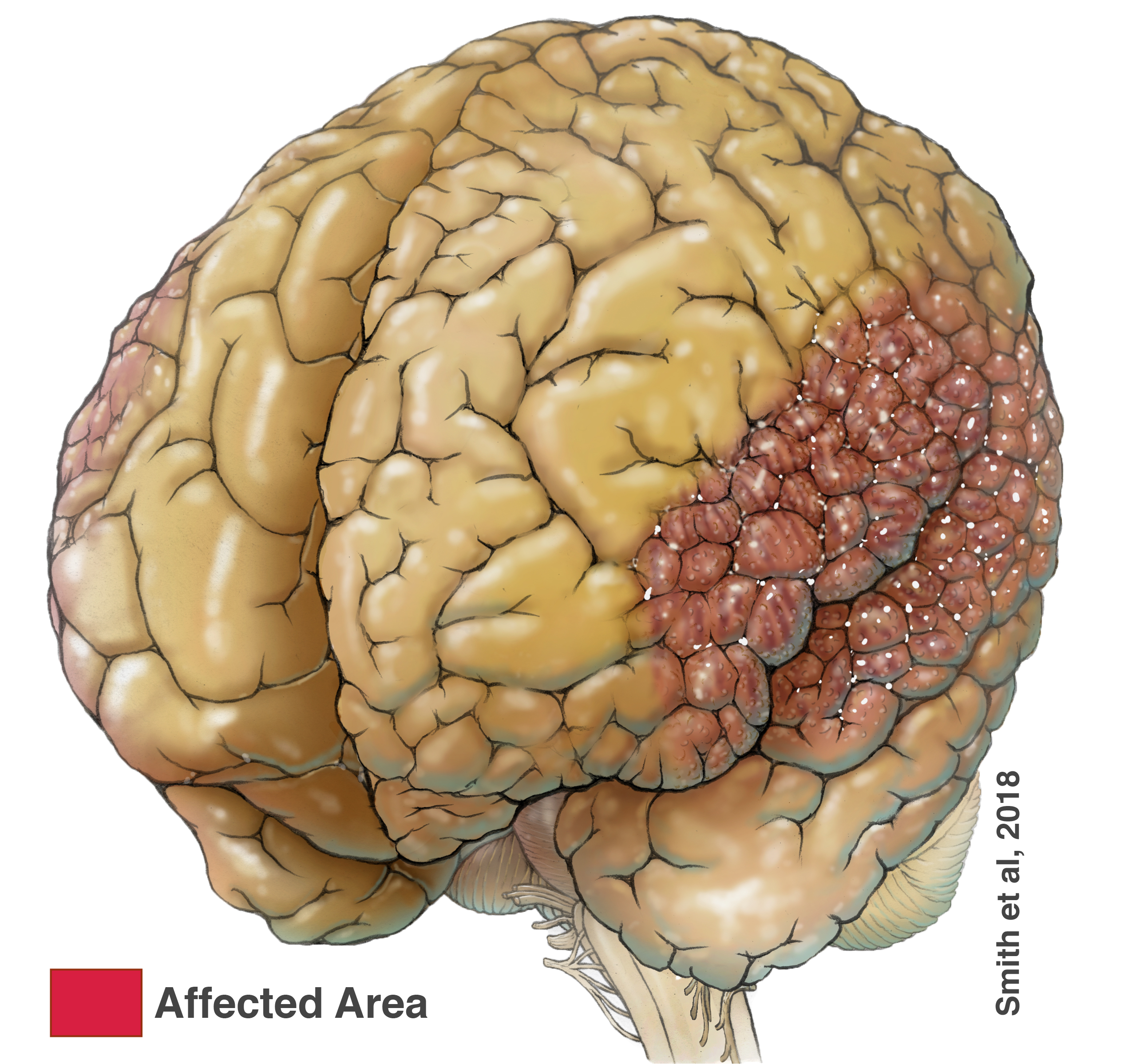
Drobnozakrętowość. Mutacje w kanale sodowym SCN3A powodują polimikrozakręty o różnym stopniu, od obustronnej polimikrozakrętu perysylwiańskiego do polimikrozakrętu czołowego ciemieniowego.

Drobnozakrętowość (łac. polimicrogyria, ang. polimicrogyria) – wada wrodzona mózgu polegająca na nadmiernym pofałdowaniu zewnętrznych lub wszystkich warstw kory mózgu. Stwierdza się liczne, małe, krótkie i wąskie zakręty o nieuporządkowanym i nieregularnym przebiegu. Niekiedy zakręty są bardzo drobne i pokarbowane na powierzchni. Opona miękka jest z reguły prawidłowo ukształtowana. 

## Obraz histologiczny
Mikroskopowo stwierdza się zaburzenia budowy warstwowej kory, polegające na nadmiernym uzwojeniu poszczególnych warstw. Wyróżnia się drobnozakrętowość jednowarstwową, gdy kora jest nadmiernie uzwojona na całej grubości, i czterowarstową, gdy nadmierne uzwojenie stwierdza się w warstwach 1. i 2., a warstwy 3. i 4. są częściowo nieuzwojone. Zmiany kory mogą mieć charakter kępkowy (mozaikowy).

## Etiologia
Przyczyną drobnozakrętowości jest najprawdopodobniej zaburzenie w migracji komórek prekursorowych neuronów we wczesnych etapach życia płodowego.